# 土曜朝イチエンタ。堀尾正明+PLUS!
『土曜朝イチエンタ。堀尾正明+PLUS!』（どようあさイチエンタ。ほりおまさあきプラス!）は、TBSラジオ他JRN各局にて放送されていたニュース・情報番組である。2017年3月25日の放送をもって終了した。

## パーソナリティ

### 放送終了時の出演者
メインパーソナリティ
- 堀尾正明（元NHKアナウンサー）

アシスタント
- 長峰由紀（2014年10月4日 - 2017年3月）

秋沢の体調不良とホノルルマラソン参加に伴う代理アシスタントとして2010年12月に2週連続担当していた。
コーナーレギュラー
気象キャスター
- 長谷部愛（2014年9月 - 、気象予報士、ウェザーマップ所属）

スポーツキャスター
- 生島淳（2012年10月6日 - ）

「日本全国8時です」（番組開始-2012年9月まで）の土曜ゲストから異動。
その他
- 新見正則（医学博士、帝京大学准教授　6時台「健康・今朝の話題」MC　2015年10月4日-）
- 中野信子（脳科学者　7時台「中野信子の、人生を変える脳の使い方」MC　2015年10月4日-）
- 大宅映子（評論家　7時台「大宅映子の辛口コラム」MC　番組開始当初から）

### 過去の出演者
- 田中雅美（番組開始 - 2010年4月3日、スポーツコメンテーター・元水泳女子日本代表、初代アシスタント）
- 井口玲音（2008年11月15日、田中の休暇に伴う代理アシスタント）
- 石井大裕（2012年7月28日、堀尾のロンドン五輪取材に伴う代理パーソナリティ）
- 秋沢淳子（2010年4月10日 - 2014年9月27日、二代目アシスタント。かつてアシスタントを務めた「土曜ニュースプラザ」以来、13年ぶりの同時間帯への出演。ちなみに堀尾の息子（甲子園出場経験あり）が通っていた高校の先輩に当たる。）
- 海老原美代子（ - 2013年8月、気象予報士、ウェザーマップ所属）

### ピンチヒッター
- 春風亭一之輔・皆川玲奈（2016年12月31日）

## 概要
1988年4月から20年半放送された『土曜ニュースプラザ→中村尚登 ニュースプラザ』の後継番組として、2008年10月4日に放送開始。放送開始当初の放送枠は『ニュースプラザ』と同じ、毎週土曜日の5:30 - 8:30の3時間の生放送。このうち、5:30 - 6:56の部分と、2012年9月まで、および2013年4月からの8:00 - 8:15の『話題のアンテナ 日本全国8時です』は、JRN系列各局にもネットされている（ただし、近畿地方では当番組を放送しておらず、CMのみABCラジオ経由で放送している）。
『ニュースプラザ』と同じく、ニュース・スポーツなどを扱う番組ではあるが、あまり報道色が強い番組ではない。
2009年10月10日より、全国パートは10分短縮され6:50までとなった（6:56のローカル枠は廃枠。『日本全国8時です』は継続）。2012年10月6日から「生島ヒロシのサタデー・一直線」の開始に伴い6:00開始（終了は従前に同じ。『日本全国8時です』は土曜のみ廃止されたが、2013年4月より再開）となった。2015年10月3日から9:00まで放送時間を30分拡大し、3年ぶりに3時間番組となっていた。

## タイムテーブル
以下は2015年10月度改編以後のもの。
- 6:00　オープニング　ニュース、スポーツニュース、新聞記事紹介、およびその日の放送内容紹介
- 6:20頃　健康・今朝の話題　新見正則による健康コラム
- 6:30ごろ[3]　ヘッドラインニュース・天気予報
- 6:35頃　ゲストプラス・喜怒哀楽　2015年9月までの「この人の生きテク」をリニューアルし、ゲストの喜怒哀楽ありのままを語る対談[4]
- 6:57ごろ　交通情報[5]
- 7:00　天気予報・ヘッドラインニュース
- 7:10頃　スポーツ激情・喜怒哀楽　この週のスポーツにまつわる話題をスポーツ選手経験者やスポーツライターなどが自らの体験を交えて喜怒哀楽を込めて解説する
- 7:25頃　中野信子の、人生を変える脳の使い方　中野信子のコラム
- 7:35頃　大宅映子の辛口コラム　大宅映子のニュース・時事コラム
- 7:49頃　朝イチ埼玉応援団　堀尾の出身地である埼玉県からのお知らせを、埼玉県庁・県民生活部広聴広報課の職員を迎えて伝える
- 7:57頃　天気予報・交通情報
- 8:00　話題のアンテナ 日本全国8時です～暮らしに+PLUS!週末ブックガイド　2013年4月から続くコーナー。毎週週替わりでゲストを招き、そのゲストが推薦する1冊を取り上げる書評コーナー。番組開始から2012年9月までは生島淳によるスポーツコラムだった。2014年1月から3月までと10月4日から12月27日は「ちょっと相談、弁護士さん!」5月24日から6月14日までは「脳卒中にならないための心臓の話」、8月2日から9月27日までは「まるごとすまい百科」、2015年9月は「知って元気に!健康増進大作戦」を放送のため中断。
- 8:15ごろ　交通情報・天気
- 8:20頃　人権TODAY　人権にまつわる様々な話題を取り上げる
- 8:30頃　生島淳のスポーツクローズUP　2015年9月まで7時台に放送していた「生島淳のスポーツメガネ」を時間枠移動とコーナー名を改題して展開するスポーツコラム
- 8:47頃　都民ニュース（『土曜ワイドラジオTOKYO 永六輔その新世界』終了に伴い編入）
- 8:51頃　ニュース・天気予報・交通情報・エンディング・『土曜ワイドラジオTOKYO ナイツのちゃきちゃき大放送』とのクロスプログラムトーク

ポッドキャスト配信
以下のコーナーはポッドキャスト配信も行っている。
- ゲストプラス・喜怒哀楽

以下のコーナーは、前番組『中村尚登 ニュースプラザ』から引き続き放送。
- 大宅映子の辛口コラム
- 人権TODAY

### コーナー終了
イッツ・ア・スモール・ワールド!
5時台に放送。海外のニュースを現地からリポートする。2009年10月3日終了。
スポーツ・アラーム!
週末に行われるスポーツイベントについて、専門家が解説する。2009年3月28日終了。
新光証券・朝イチマネー塾
資産作りや運用など、お金にまつわる話をファイナンシャルプランナー・深沢泉に聞くコーナー。『ニュースプラザ』では、「朝一番お金の話」として放送されていた。2009年3月28日終了。
朝イチ・野村ゴロク!（7時10分頃）
東北楽天ゴールデンイーグルス名誉監督（当時）の野村克也が電話出演。（2009年12月以後はスタジオ出演も増えた）野村は1981年と1982年にTBSでプロ野球解説をしていた。2010年5月以後、野村の病気療養後もしばらくは事前に撮り貯めしていたものを放送。その後放送休止状態となった。野村はその後現場復帰したが、放送再開はなされていない（終了ではなく、休止扱い。ポッドキャスト配信も行われていた）。
スポーツ新聞ナナメ読み
当日のスポーツ新聞を比べ読みするコーナー。
世の中知ったかぶり♪
注目ニュースについて、専門家が解説する。
朝刊6紙ナナメ読み
当日の朝刊6紙（読売、朝日、毎日、産経、日経、東京）を比べ読みするコーナー。
大町昭義のナイスショット
後述の「朝イチ野村ゴロク」のコーナーを担当していた野村克也が病気療養のため休止となったため、2011年から放送開始したコーナー。大町がプロゴルファーの技術論、トーナメントの見所などを語る。また、土曜ニュースプラザ時代にも放送されていて、「土曜日朝のゴルフメンタルクリニック」サブタイトルが付いていた。
テルモ健康天気予報
慶應義塾大学教授・勝川史憲による健康情報と、天気予報を伝える。なお2009年6月までは大西祥平<慶応義塾大学医学博士>がコメンテーターとして出演していたが、体調不良のため翌7月から勝川が代行。2010年3月に大西が死去した為勝川が正式の担当となった。
朝イチ埼玉応援団!
埼玉県庁県民生活部・菅野貴大による埼玉県のお薦めイベントの紹介。なお、堀尾は埼玉県出身・在住者である。
証券知識普及プロジェクトpresents あなたに＋PLUS!資産運用
2012年10月7日開始。ファイナンシャルプランナーの大竹のり子がこれからの生活とマネープランについて解説。全13回。
家族に+PLUS! 三世代ディズニー
2013年1月5日開始。開業30周年を迎える東京ディズニーリゾート（東京ディズニーランド・東京ディズニーシー）を訪れたリスナーのエピソードを募集し、それを堀尾・秋沢・宮崎瑠依が朗読する。またディズニーリゾートの最新情報も届ける。全13回。
日本全国8時です〜短期集中講座・脳卒中にならないための心臓の話〜
毎週法律の脳卒中の専門医をゲストを招き、予防法などを講義するコーナー。2014年5月24日から6月14日まで。
日本全国8時です まるごとすまい百科
2014年8月2日から9月27日まで。
日本全国8時です「ちょっと相談、弁護士さん!」
毎週法律の専門家をゲストを招き、法律相談を行うコーナー。2014年1月から3月までと同年10月4日から12月27日まで。
日本全国8時です「知って元気に!健康増進大作戦」
2015年9月5-26日限定
週末の「コレ!!」
従来のエンタメ朝イチ番（2012年9月まで5:40ごろ）に代わるコーナーとして2012年10月～2015年9月の6時台前半に放送。話題の映画やベストセラーなどについて、専門家が解説する。2009年4月より、週ごとにテーマが設けられるようになった。
- 第1週：今月の映画
- 第2週：最新のトレンド
- 第3週：注目の一冊
- 第4・5週：話題のイベント

ゲストプラス 〜この人のイキテク〜（2015年9月まで、6時35分頃）
スタジオにゲストを招き、「生きる」ためのヒントやテクニックを聞く。2009年3月までは原則2週1くくりだったが、同年4月より1週完結、更に同年11月ごろから再び2週1くくりに戻る。
※まれに「エンタメ朝イチ番（現・「週末の「コレ!!」」）と「ゲストプラス」に2週連続出演するゲストもいたが、その場合、最初の週は「エンタメ」に、2週目は「ゲストプラス」に出演したケースが多い。
生島淳のスポーツメガネ
2012年9月29日まで放送された話題のアンテナ 日本全国8時ですから移動する形で放送された生島のスポーツコラム。2015年10月からは8時台後半の「生島淳のスポーツクローズUP」に移動するが、7時台にもスポーツのゲストコメンテーターを迎えての「スポーツ激情　喜怒哀楽」と題したコラムが放送される。

## ネット局
2016年10月時点。放送時間の早い順から記載。
なお、2012年9月末までと2013年4月から「日本全国8時です」をネットしている局は、「日本全国8時です」が一旦打ち切られた後もそのまま同10月6日開始の『家族に+PLUS!三世代ディズニー』（2012年10月 - 12月は「あなたに+PLUS!資産運用」（以下同文）（スポンサードネット）をスライドネットしている。
○印の局は『家族に+PLUS!三世代ディズニー』もネットしていた局。●印の局は2012年9月まで5:30 - 6:00の枠をネットしていた局。
『日本全国8時です』をネットしている局はネット局を参照。
| 放送対象地域      | 放送局名                          | 放送時間    | 備考 |
| ----------------- | --------------------------------- | ----------- | --- |
| 関東広域圏        | TBSラジオ                         | 6:00 - 9:00 | 製作局 |
| 中京広域圏        | CBCラジオ●                        | 6:00 - 6:30 | 2012年9月までは5:30からの開始、2014年9月までは6:30からの開始 |
| 島根県・鳥取県    | 山陰放送（BSS）                   | 6:00 - 6:30 | 2012年6月30日まで6:30 - 6:50を放送し一旦打ち切りとなったが、2013年10月5日からネット再開した。 |
| 沖縄県            | 琉球放送（RBC）○                  | 6:00 - 6:30 | 2015年9月までは6:00 - 7:00を放送していた。 |
| 秋田県            | 秋田放送（ABS）○●                 | 6:00 - 6:50 | 「日本全国8時です」は「佐藤有希のあさラテ」の1コーナー扱いとして放送。 |
| 山形県            | 山形放送（YBC）○●                 | 6:00 - 6:50 | 「日本全国8時です」は「安藤勲の土曜は最高MAX!」の1コーナー扱いとして放送。 |
| 新潟県            | 新潟放送（BSN）○                  | 6:00 - 6:50 | |
| 福井県            | 福井放送（FBC）○                  | 6:00 - 6:50 | |
| 岡山県            | 山陽放送（RSK）○                  | 6:00 - 6:50 | |
| 香川県            | 西日本放送（RNC）○●               | 6:00 - 6:50 | |
| 大分県            | 大分放送（OBS）○●                 | 6:00 - 6:50 | |
| 高知県            | 高知放送（RKC）○●                 | 6:00 - 7:00 | |
| 富山県            | 北日本放送（KNB）●                | 6:30 - 6:50 | 2014年4月5日からネット再開した。 |
| 石川県            | 北陸放送（MRO）○                  | 6:30 - 6:50 | |
| 宮崎県            | 宮崎放送（mrt）○                  | 6:30 - 6:50 | |
| 北海道            | 北海道放送（HBC）○                | 未ネット    | 『家族に+PLUS!三世代ディズニー』は同日時差ネットし、 『脳卒中にならないための心臓の話』は1週遅れで日曜 8:35 - 8:50から、 『まるごとすまい百科』は1週遅れで日曜 9:15 - 9:30からのそれぞれ時差ネットした。                                                                     |
| 青森県            | 青森放送（RAB）                   | 未ネット    | |
| 岩手県            | IBC岩手放送（IBC）                | 未ネット    | 2010年3月27日まで6:30 - 6:50を放送していた。 |
| 宮城県            | 東北放送（TBC）○                  | 未ネット    | 『家族に+PLUS!三世代ディズニー』は同日 10:15 - 10:30から放送し、 『脳卒中にならないための心臓の話』・『まるごとすまい百科』は土曜 8:00 - 8:15からの1週遅れの時差ネットした。                                                                                                 |
| 福島県            | ラジオ福島（rfc）○                | 未ネット    | 放送開始 - 2016年9月は6:30 - 7:00に放送していた。 「日本全国8時です」は「ニューライフシニアマガジン大和田新のラヂオ長屋」の1コーナー扱いとして放送。 12月25日が土曜の場合は「ラジオ・チャリティー・ミュージックソン」を放送するため休止（臨時非ネット）していた。            |
| 長野県            | 信越放送（SBC）○                  | 未ネット    | 『家族に+PLUS!三世代ディズニー』は1週遅れで土曜 7:40 - 7:55からの遅れネットだったが、 2013年4月以後の「日本全国8時です」はネットせず。 2013年3月30日まで6:30 - 6:50を放送し、『脳卒中にならないための心臓の話』・『まるごとすまい百科』は 土曜 7:50 - 8:05の時差ネットした。 |
| 山梨県            | 山梨放送（YBS）                   | 未ネット    | |
| 静岡県            | 静岡放送（SBS）                   | 未ネット    | 「日本全国8時です」は「山田辰美の土曜はごきげん」の1コーナー扱いとして放送。 |
| 近畿広域圏        | 毎日放送（MBS）                   | 未ネット    | |
| 近畿広域圏        | 朝日放送（ABC）○                  | 未ネット    | 『家族に+PLUS!三世代ディズニー』・『脳卒中にならないための心臓の話』・『まるごとすまい百科』を時差ネットした。 『サクサク土曜日 中邨雄二です』の1コーナー扱いとして放送。 |
| 和歌山県          | 和歌山放送（wbs）                 | 未ネット    | 『日本全国8時です』は2010年4月3日を以て一旦打ち切っていたが、2013年4月5日再開した。 |
| 広島県            | 中国放送（RCC）○                  | 未ネット    | 『家族に+PLUS!三世代ディズニー』は11:45 - 12:00、 『まるごとすまい百科』は9:30 - 9:45の時差ネットした。 |
| 山口県            | 山口放送（KRY）                   | 未ネット    | |
| 愛媛県            | 南海放送（RNB）●                  | 未ネット    | 『日本全国8時です』は2012年3月まで非ネットだったが、同年4月に放送再開した。 |
| 徳島県            | 四国放送（JRT）                   | 未ネット    | |
| 福岡県            | RKB毎日放送○                      | 未ネット    | 『家族に+PLUS!三世代ディズニー』・『脳卒中にならないための心臓の話』・『まるごとすまい百科』は時差ネット。 いずれも『サンデースイングライフ』の1コーナー扱いとして放送。 |
| 長崎県 （佐賀県） | 長崎放送（NBC） （NBCラジオ佐賀） | 未ネット    | |
| 熊本県            | 熊本放送（RKK）○                  | 未ネット    | 2013年9月28日まで6:30 - 6:50を放送していた。 「日本全国8時です」は「桂木まやのシャバダバサタデー」の1コーナー扱いとして放送。 |
| 鹿児島県          | 南日本放送（MBC）                 | 未ネット    | 2011年3月26日まで6:30 - 6:50を放送していた。 「日本全国8時です」は「二見いすずの土曜の朝は」の1コーナー扱いとして放送。 |

※トヨタ自動車は2009年3月31日を以て当枠スポンサーを降板し、翌4月1日以降は当枠も5:30 - 6:50の部と同様ローカルセールスに格下げ。TBC・RCC・RKBは同年4月4日を以て当番組自体のネットを各々打ち切り、BSN・FBC・RBCは6:00 - 6:50の、RNBは5:30 - 6:00の、SBCは6:30 - 6:50の部のネットこそ各々継続しているが、当コーナー（『日本全国8時です』）のネットはFBCが2009年3月28日を以て、RNBが同年4月末を以て、BSN・RBCが同年10月3日、SBCが2011年10月1日を以て各々打ち切った。
なおTBC・BSN・SBC・FBC・RCC・RNB・RKB・RBCの当コーナーネット打ち切りは土曜版のみで、月曜〜金曜のネットは2009年4月及び10月改編以降も継続している（RKBは月曜〜土曜の全ての曜日において当コーナーネットを打ち切っていたが2009年10月5日より月曜〜金曜のみネット受けを再開。但し土曜版は当番組5:30 - 6:50の部も含め非ネット継続。またKRYは開始当初から当番組5:30 - 6:50の部も含め全曜日非ネットだったが、2012年4月7日からネット開始）。

## テーマ曲

### オープニングテーマ
- Boyfriend（Lindstrøm Remix）（Best Coast）　2012年10月6日-
- Beyond The Island（RYUKYUDISKO）　2008年10月4日-2012年9月29日

### エンディングテーマ
- SHIAWASE HAPPY（二階堂和美）　2008年10月4日-